# Абидос
 Тази статия е за града в Древен Египет.  За древния град на Дарданелите вижте Абидос (Хелеспонт).  
Абидос или Абду (древноегип. Абджу (3bḏw), на старогръцки: Ἄβυδος, съвременен Арабет-ел-Мадфунах) е град в Древен Египет. Разположен е северозападно от Тива, в Горен Египет.
Регион е бил населен още в додинастическия период; освен това до подема на Мемфис през 30 век пр.н.е., Абидос оспорвал на Урук честта да се нарича най-големия и населен град на Земята.
В царския некропол в Умм-ел-Кааб разположен на 1,5 км на запад от Абидос са намерени паметници на додинастически владетели и кенотафи на царе от I—II династии.

## Старо царство
В епохата на Старото царство вече е съществувал храм в Абидос, който е престроен при Пепи I. Съхранени са декрети на Нефериркара, Тети и неизвестен цар. В Абидос са намерени печати на Усеркаф, Сахура, Ниусера.
Първоначално е център на култа към едно от божествата на мъртвите – Хентаментиу, „Първият сред живеещите на Запад“.
По време на V династия в Абидос се появява Озирис и поклонниците потеглят натам. По времето на Тети, първият фараон от V династия, специална харта за неприкосновеност защитава богатствата на бог Хентаментиу. Едва в началото на XI династия Антеф II става господар на Абидос и го превръща в град на Озирис. Именно тук се полага началото и на прочутите мистерии, посветени на бога, който напълно приема отличителните белези на античния Хентементиу.

## Ново царство
Абидос достига апогея си по време на управлението на XIX династия. Фараонът Сети I издига храм на баща си Рамзес I, а за себе си построява величествен погребален храм, от който са запазени голям брой частично реставрирани руини и кенотаф. Синът му, Рамзес II, не пропуска възможността да построи там още един малък погребален храм. Двете светилища са украсени с барелефи, които добре представят класицизма в изкуството на Новото царство.

## Плочи от Абидос
През 1818 е намерен т.нар. Абидоски списък с йероглифи и списък на 76 фараони-предшественици на Рамзес II. В храма на Сети I е намерена и друга подобна, допълваща предната находка. Тези списъци служат на египтолозите като ключ за дешифровка на йероглифите и съставянето на хронология на династиите в Древен Египет.